# Wanderweg der Deutschen Einheit
Der Wanderweg der Deutschen Einheit ist ein innerdeutscher Fernwanderweg. Er führt von der östlichsten deutschen Stadt Görlitz bis in die westlichste deutsche Stadt Aachen. Er hat eine Länge von rund 1080 Kilometern. Auf eine eigene Wegmarkierung wurde verzichtet. Nur so war es möglich, diesen Wanderweg in kurzer Zeit zu realisieren. Auf der gesamten Strecke wird auf bestehende Weit-, Haupt- und Fernwanderwege der beteiligten Wandervereine zurückgegriffen. Im Bereich des Eifelvereins zum Beispiel auf Abschnitte des Krönungswegs (Aachen – Bonn). Von Bad Godesberg bis nach Aachen ist der Wanderweg der Deutschen Einheit identisch mit dem Europäischen Fernwanderweg E8 (Irland – Schwarzes Meer). Nur an ausgewählten Stellen existieren vereinzelt Wegweiser für diesen Wanderweg. Für die detailliert beschriebene Wegführung (siehe unter Literatur) sind die Markierungen der regionalen Routen ausreichend.

## Geschichte
Der Wanderweg entstand aus einer Idee des Lions-Clubs Meinerzhagen-Kierspe mit Wanderfreunden aus Sachsen, die 1990 zu einer geselligen Runde vor einer Wanderhütte nahe Meißen zusammentrafen und sollte  ein Zeichen der Deutschen Einheit sein. Die Besonderheit ist, dass dieser im Gegensatz zum überwiegenden Teil der großen Fernwanderwege, die  von Nord nach Süd verlaufen, von  Ost nach West verläuft. Im weiteren Verlauf der 1990er Jahre verwirklichte man das Konzept, schrieb die Route auf schon bestehenden Wanderwegen fest und delegierte die Gesamtbetreuung an den Sauerländischen Gebirgsverein.

## Streckenverlauf

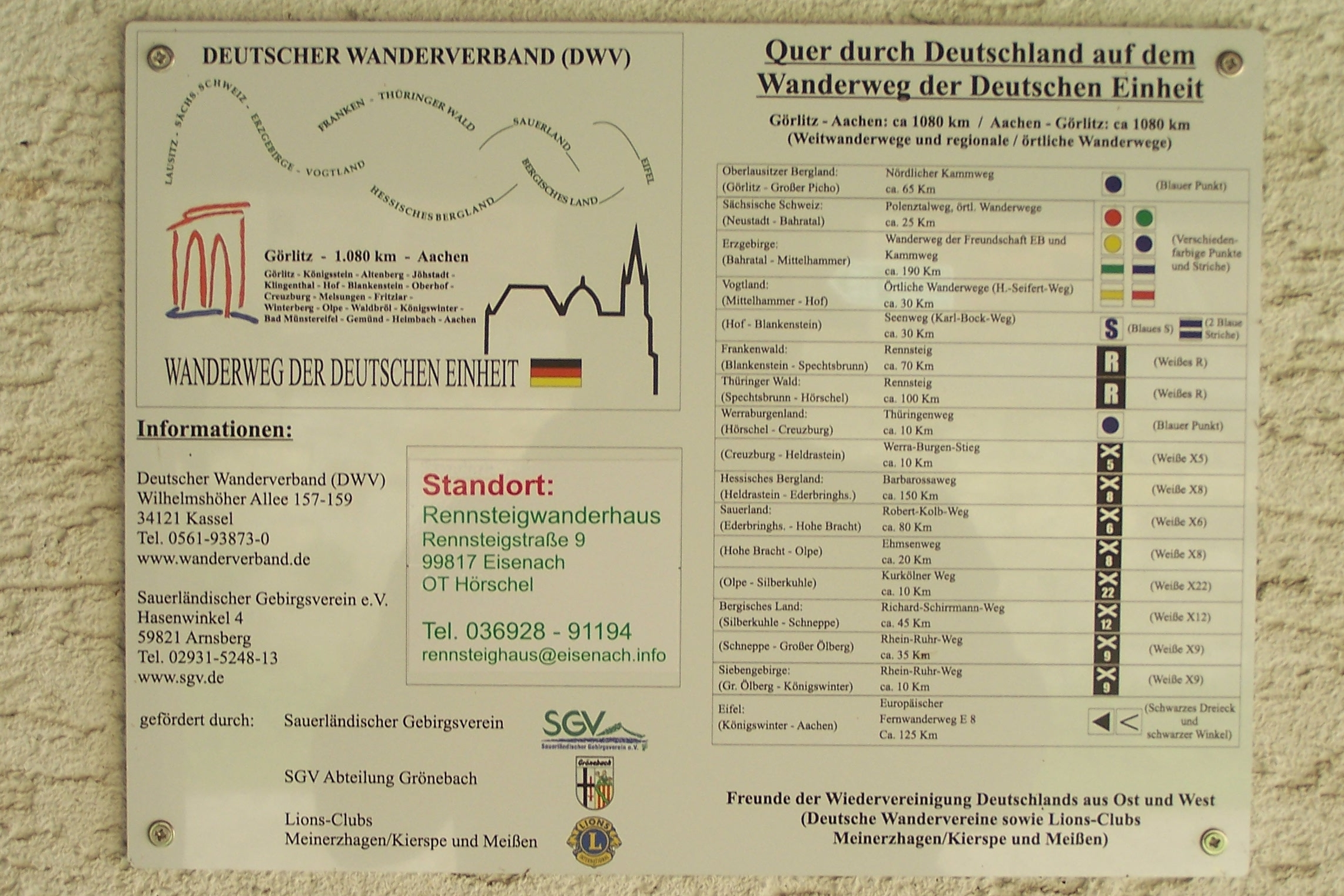
Infotafel zur Kennzeichnung und zum Gesamtverlauf

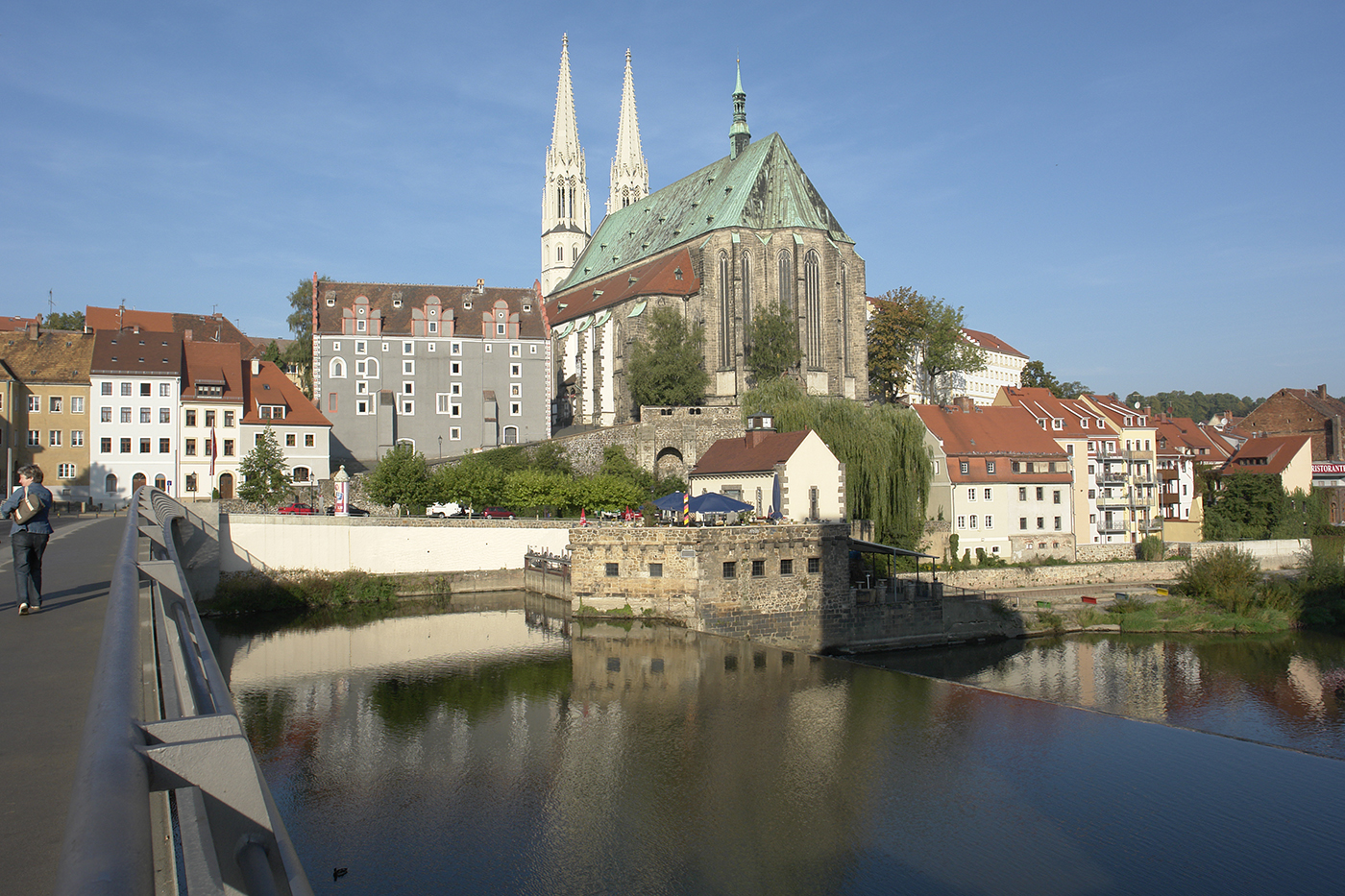
Ausgangspunkt in Görlitz an der Neißebrücke

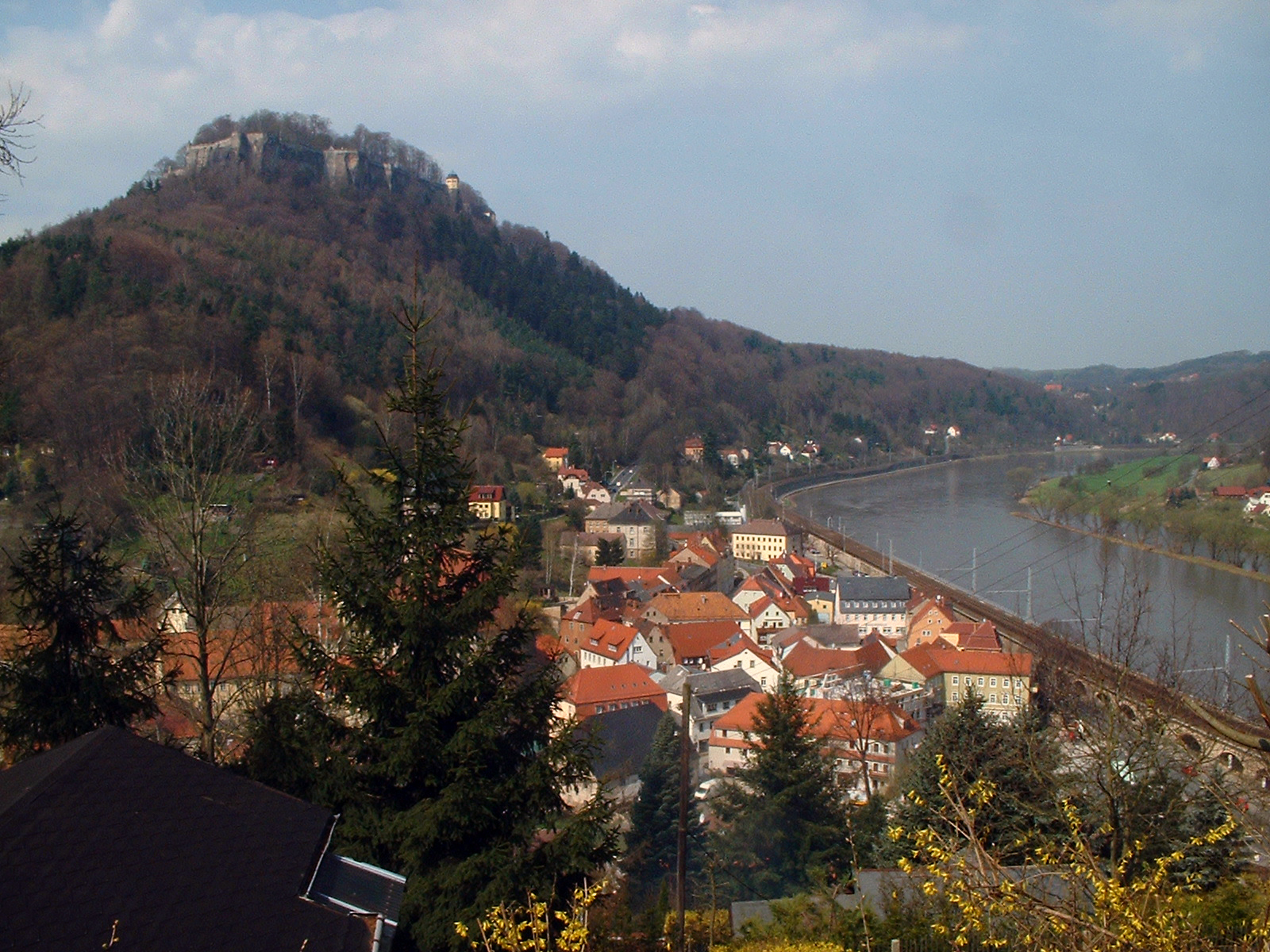
Königstein mit Elbe und Festung

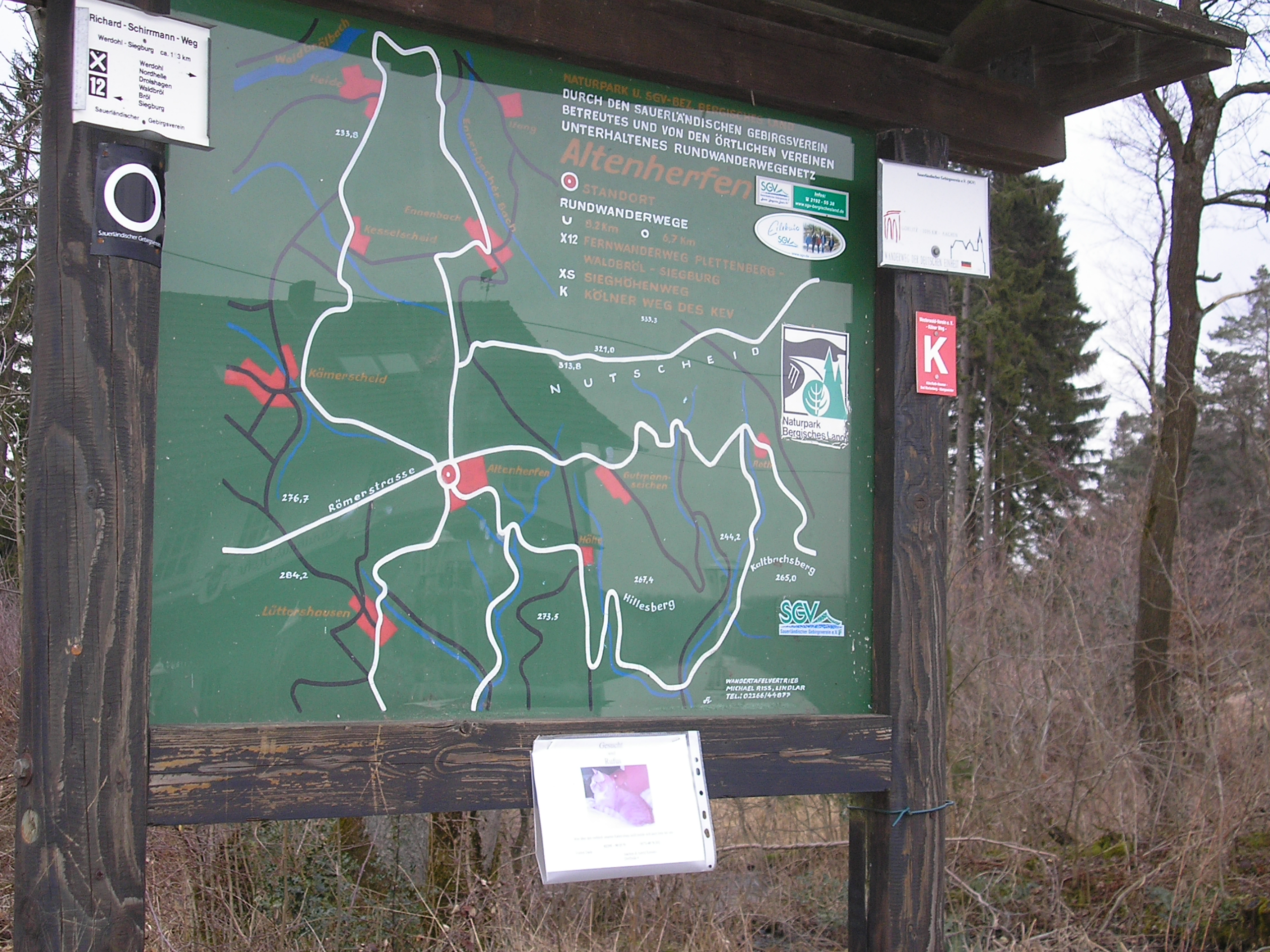
Altenherfen, Gemeinde Windeck

| Streckenabschnitt                   | Zuständiger Wanderverein                                         |
| ----------------------------------- | ---------------------------------------------------------------- |
| Görlitz – Großer Picho              | Oberlausitzer Wandersport- und Bergsteigerverband                |
| Großer Picho – Neustadt (Sa.)       | Oberlausitzer Wandersport- und Bergsteigerverband                |
| Neustadt (Sa.) – Hohnstein          |                                                                  |
| Hohnstein – Waltersdorfer Mühle     |                                                                  |
| Waltersdorfer Mühle – Königstein    |                                                                  |
| Königstein – Rosenthal              | Erzgebirgsverein                                                 |
| Rosenthal – Altenberg               |                                                                  |
| Altenberg – Teichhaus               | Erzgebirgsverein                                                 |
| Teichhaus – Kurort Seiffen          |                                                                  |
| Kurort Seiffen – Rübenau            | Erzgebirgsverein                                                 |
| Rübenau – Kühnhaide                 | Erzgebirgsverein                                                 |
| Kühnhaide – Jöhstadt                | Erzgebirgsverein                                                 |
| Jöhstadt – Oberwiesenthal           | Erzgebirgsverein                                                 |
| Oberwiesenthal – Johanngeorgenstadt | Erzgebirgsverein                                                 |
| Johanngeorgenstadt – Aschberg       | Erzgebirgsverein                                                 |
| Aschberg – Klingenthal              | Erzgebirgsverein                                                 |
| Klingenthal – Erlbach               |                                                                  |
| Erlbach – Sträßel                   |                                                                  |
| Sträßel – Arnsgrün                  |                                                                  |
| Arnsgrün – Gettengrün               |                                                                  |
| Gettengrün – Dreiländereck          |                                                                  |
| Dreiländereck – Hof                 | Frankenwaldverein                                                |
| Hof – Blankenstein                  | Frankenwaldverein                                                |
| Blankenstein – Hörschel             | Frankenwaldverein, Thüringerwald-Verein, Rennsteigverein         |
| Hörschel – Spichra                  | Werratalverein                                                   |
| Spichra – Heldrastein               | Werratalverein                                                   |
| Heldrastein – Ederbringhausen       | Hessisch-Waldeckischer Gebirgs- und Heimatverein, Werratalverein |
| Ederbringhausen – Hohe Bracht       | Sauerländischer Gebirgsverein                                    |
| Hohe Bracht – Olpe                  | Sauerländischer Gebirgsverein                                    |
| Olpe – Silberkuhle                  | Sauerländischer Gebirgsverein                                    |
| Silberkuhle – Schneppe              | Sauerländischer Gebirgsverein                                    |
| Schneppe – Königswinter             | Kölner Eifelverein                                               |
| Königswinter – Bad Godesberg        | Kölner Eifelverein                                               |
| Bad Godesberg – Aachen              | Eifelverein                                                      |

## Varia
- Die Sendung mit der Maus war im Jahr 2009 für ihre jungen Zuschauer auf dem Wanderweg der Deutschen Einheit unterwegs: Armin Maiwald und sein Maus-Team erwanderten ausgewählte Orte und stellten diese in sechs Maus-Folgen vor. Die Mini-Serie wurde 2020 erneut gesendet.[1]